# Тиандум, Гиацинт
Гиацинт Тиандум (фр. Hyacinthe Thiandoum; 2 февраля 1921, Попенджин, Французская Западная Африка — 18 мая 2004, Марсель, Франция) — первый сенегальский кардинал. Архиепископ Дакара с 20 мая 1962 по 2 июня 2000. Кардинал-священник с титулом церкви Санта-Мария-дель-Пополо с 24 мая 1976.

## Ранняя жизнь
Родился в 1921 году в Попонгине (Французская Западная Африка, ныне Сенегал). Сын катехизатора. Получив образование и закончив региональную семинарию в Дакаре, 18 апреля 1949 года рукоположён в священный сан (таинство совершил апостольский делегат в Сенегале архиепископ Марсель Лефевр). Учился в Риме в Папском Григорианском университете, где получил учёную степень по философии и социологии. Вернувшись в Сенегал, работал капелланом групп «Католического действия», с 1960 года — настоятель кафедрального собора в Дакаре, с 1961 года — генеральный викарий Дакарской архиепархии.

## Епископ
20 мая 1962 года посвящён в епископский сан. Таинство совершил апостольский интернунций в Сенегале архиепископ Эмиль Мори при участии епископа Котону (Бенин) Бернардена Гантена и епископа Зигиншора (Сенегал) Проспера Доддса CSSp. Стал преемником монсеньора Марселя Лефевра на Дакарской кафедре. В качестве епископского девиза выбрал слова из Лк, 5, 5: лат. «In Verbo Tuo laxabo rete» («По слову Твоему закину сеть»).
Участник II Ватиканского Собора. С 24 мая 1976 года — кардинал с титулом церкви Санта-Мария-дель-Пополо.
Вышел в отставку в 2000 году. Умер 18 мая 2004 года в возрасте 83 лет.